# Steve Shafer
Steve Shafer  (Peoria (Illinois), 1953 – Chicago, 30 december 2004) was een Amerikaans componist en muziekproducent.

## Levensloop
Shafer studeerde aan het Judson College in Elgin (Illinois) en behaalde aldaar zijn Bachelor of Music. Aansluitend studeerde hij aan de Northwestern-universiteit  in Chicago en behaalde zijn Master of Music.
Shafer begon zijn carrière als muziekproducent bij "TMK/Elias". Voor hem werd toen een zogenoemd synclavier aangeschaft. Het was een van de eerste instrumenten in Chicago. Shafer werd een ware tovenaar aan dit instrument. 
Hij is vooral bekend geworden als (mede-)componist van de "Be Like Mike" jingle voor het dranken product Gatorade van PepsiCo, maar hij werkte ook voor klanten als McDonald's, 7 Up, Miller Light, Sears, Wrigley's en Mazda. In 1986 richtte hij samen met Ira Antelis het muziekproductie-bedrijf Shafer/Antelis Music op en veranderde de commerciële muziekmarkt door en met het gebruik van Synthesizers. Het bedrijf werd 10 jaar later gesloten. In het jaar 1998 werd Spank! Music and Sound Design samen met de componisten Greg Allen en Matthew Morse opgericht. 
Als componist schreef hij meestal voor televisie marketing spots. Voor harmonieorkest is zijn Prism bekend, dat ook tijdens de Midwest-Band-Clinic in Chicago door de Male High School Symphonic Band uitgevoerd werd.

## Publicaties
- Timothy D. Taylor: World Music in Television Ads, in: American Music, Vol. 18, No. 2 (Summer, 2000), pp. 162-192